# Francesco Ragonesi
Francesco Ragonesi, né le 21 décembre 1850 à Bagnaia et mort le 14 septembre 1931 à Poggio a Caiano, est un cardinal italien de l'Église catholique, créé par le pape Benoît XV.

## Biographie
Après son ordination, Francesco Ragonesi fait du travail pastoral à Viterbe et y est professeur au séminaire, chanoine, archidiacre, vicaire capitulaire et vicaire général. En 1904 il est nommé délégué apostolique en Colombie (en).
Ragonesi est élu archevêque titulaire de Myre (de) en 1904 et nommé nonce apostolique en Espagne en 1913.
Le pape Benoît XV le crée cardinal lors du consistoire du 7 mars 1921. Le cardinal Ragonesi est nommé préfet du tribunal suprême de la Signature apostolique en 1926 et il est camerlingue du Sacré Collège en 1928-1929.
Le cardinal Ragonesi participe au conclave de 1922, lors duquel Pie XI est élu.

## Succession apostolique
Francesco Ragonesi a ordonné les évêques suivants :
- Évêque Francisco Simón y Ródenas (it), O.F.M.Cap. (1904)
- Évêque Atanasio María Vicente Soler y Royo, O.F.M.Cap. (1907)
- Archevêque Manuel Arboleda Scarpetta (es), C.M. (1907)
- Évêque Ramón Plaza y Blanco (1913)
- Évêque Antonio Álvaro y Ballano (1913)
- Évêque Juan Plaza y García (1913)
- Cardinal Enrique Reig y Casanova (1914)
- Archevêque Josep Miralles (es) (1914)
- Évêque Francisco Javier de Irastorza Loinaz (es) (1914)
- Évêque Francisco de Paula Mas y Oliver (1915)
- Patriarche Francisco Muñoz e Izquierdo (1916)
- Évêque Emilio Jiménez Pérez (1918)
- Évêque Mateo Múgica (es) (1918)
- Évêque Gabriel Llompart y Jaume Santandreu (1918)
- Évêque Marcial López y Criado (1918)
- Évêque Nicolás González y Pérez (de), C.M.F. (1918)
- Cardinal Enrique Plá y Deniel (1919)
- Archevêque Zacarías Martínez Núñez (es), O.S.A. (1919)
- Évêque Valentín Comellas y Santamaría (ca) (1920)
- Évêque Justí Guitart i Vilardebó (1920)
- Évêque Francisco Frutos Valiente (es) (1921)